# René Hradský
René Hradský (23. srpna 1935 Brno – 18. dubna 2024) byl duchovní Církve československé husitské, který v letech 1989–1999 vykonával funkci pražského biskupa Církve československé husitské (CČSH).

## Život
René Hradský se narodil v rodině drogisty Ladislava Nebeského a Marie, rozené Klimešové. Obecnou školu navštěvoval v letech 1941–1945 v Kuřimi, měšťanskou (1945–1949) a odbornou hostinskou školu (1950–1952) pak v Brně. Následně přechodně nastoupil jako administrativní síla do brněnských brusíren skla. V roce 1954 se definitivně rozhodl pro studium teologie. Husovu československou bohosloveckou fakultu v Praze ukončil v roce 1958. Na Husově fakultě potkal spolužačku Irenu Cochlárovou, se kterou se 28. března 1957 oženil.
Na kněze byl René Hradský vysvěcen patriarchou CČS(H) dr. Františkem Kovářem 27. července 1958 v Praze. Od října 1958 byl ustanoven do náboženské obce Praha-Vinohrady, v roce 1960 krátce působil jako farář v Praze-Košířích. Jeho kněžská služba je však především spojena s náboženskou obcí v Praze 9 – Horních Počernicích, kde nastoupil v říjnu 1960 a sloužil zde až do svého zvolení pražským biskupem v roce 1989.
Práce s mládeží, které se věnoval ve svěřených obcích, mu současně přinesla jmenování ředitelem a spirituálem Bohoslovecké koleje (1978–1989). Když v červnu 1988 odešel z aktivní biskupské služby Miroslav Durchánek, byla pražská diecéze postavena před rozhodnutí, vybrat jeho nástupce. Volební shromáždění bylo svoláno do Husova dejvického sboru na 23. září 1989. Kandidáti na čtvrtého pražského biskupa byli dva: René Hradský a dosavadní správce diecéze František Slavík. V prvním skrutiniu oba získali stejný počet hlasů. Až ve druhém kole volby byl těsnou většinou zvolen novým pražským biskupem René Hradský.
Roky biskupské služby (1989–1999) René Hradský prožíval na pozadí významných společenských, politických a hospodářských změn v Československu. Společně se svým teologickým poradním sborem protestoval proti zásahu pořádkových jednotek při studentské demonstraci v pátek 17. listopadu 1989. Synodě duchovních pražské diecéze předložil 30. listopadu 1989 návrhy na spolupráci s Občanským fórem a na urychlenou rehabilitaci všech perzekvovaných kněží, kazatelů a laiků. Biskup Hradský si byl vědom, že CČSH se v „nové době“ nemůže upínat k nikomu jinému nežli k Ježíši Kristu. Při výkonu své funkce se neobjevoval v náboženských obcích jen při slavnostních příležitostech, ale často zastupoval nemocné duchovní v jejich službě. Umění sloužit liturgii, vysluhovat svátosti, kázat slovo Boží, to byly atributy charakteristické pro jeho episkopát.
Po skončení svého desetiletého biskupského mandátu zůstal nadále uprostřed živé církve, přijal službu faráře v náboženské obci Benátky nad Jizerou.